# 七里湖街道
七里湖街道，是中华人民共和国江西省九江市濂溪区下辖的一个街道办事处。

## 行政区划
七里湖街道下辖以下地区：
浔西社区、二一四社区、三角线社区、沿浔村社区、八里湖村社区和泉塘村。